# Country alternative
La country alternative (anglais : alternative country ou alt-country) définit une variété de sous-genres musicaux appartenant à l'americana mais qui tend à se distinguer de la musique country traditionnelle pop. La country alternative est le résultat du mélange du country (ou musique traditionnelle américaine) et le rock, punk des années 1980-1990.
La country alternative ne tire donc pas seulement ses influences du blues, du bluegrass, de la folk américaine, du rock 'n' roll, du rockabilly et du honky tonk, mais aussi du punk, garage rock, rock et grunge. Ces dernières années, la country alternative développe un mouvement appelé americana gothique.

## Histoire
La country alternative s'inspire de la country américaine traditionnelle, la musique des travailleurs, préservée et célébrée par des artistes tels que Woody Guthrie, Hank Williams et la Carter Family, souvent cités comme des influences majeures, mais aussi du country rock, résultat de la fusion de la country et du rock 'n' roll. Le troisième facteur est le punk rock, qui apporte une énergie et une attitude de DIY (fait maison).
Des tentatives de mélange entre punk et country sont menées par un certain nombre de groupes avant 1990, notamment Jason and the Scorchers (de Nashville), American Music Club (de San Francisco) et les Jayhawks (de Minneapolis], ainsi que par la scène cowpunk sud-californienne des années 1980 avec des groupes tels que les Long Ryders, et X. Toutefois, l'étiquette « alt country » ne gagne pas en popularité parmi les journalistes musicaux avant la sortie de l'album No Depression d'Uncle Tupelo en 1990, qui est considéré comme le premier album « alt-country ». C'est également le nom du panneau d'affichage en ligne et du magazine qui a sous-tendu le mouvement,. Ils publient trois autres albums influents, signant avec un grand label, avant de se séparer en 1994, les membres et les personnalités qui leur étaient associés ayant ensuite formé trois groupes majeurs du genre : Wilco, Son Volt et Bottle Rockets,. Bottle Rockets signe avec des groupes comme Freakwater, Old 97's et Robbie Fulks sur le label discographique indépendant Bloodshot, basé à Chicago, qui est le pionnier d'une reprise du genre sous le nom de « musique de la nuit ».

## Chanteurs et groupes
Parmi les groupes et chanteurs les plus représentatifs du mouvement on peut citer les anciens groupes The Denver Gentlemen, 16 Horsepower et l'actuel Wovenhand de David Eugene Edwards, mais aussi Jay Munly, Slim Cessna's Auto Club et le Denver Sound dans son ensemble.